# Рядок (бази даних)
У контексті реляційних баз даних рядок — також званий записом або кортежем — представляє один неявно структурований елемент даних у таблиці. Простіше кажучи, таблицю бази даних можна розглядати як множину рядків і стовпчиків або полів. Кожен рядок у таблиці представляє множину пов'язаних даних і має одну й ту саму структуру.
Наприклад, у таблиці, що представляє компанії, кожен рядок представлятиме одну компанію. Стовпчики можуть представляти такі речі, як назву компанії, її юридичну адресу, ІНН та інші. У таблиці, що представляє асоціації працівників із відділами, кожен рядок асоціюватиме одного працівника з одним відділом.
У менш формальному випадку, наприклад, у базі даних, яка формально не є реляційною, запис еквівалентний рядку, описаному вище, але зазвичай не називається рядком.
Неявна структура рядка та сенс значень даних у ньому вимагають розуміння рядка як послідовність значень даних, одного у кожному стовпчику таблиці. Тоді рядок інтерпретується як змінна-відношення, що складається зі множини кортежів, кожен з яких складається з двох елементів: назви відповідного стовпчика та значення, яке даний рядок надає цьому стовпчику.
Кожен стовпчик очікує значення даних окремого типу. Наприклад, один стовпчик може вимагати унікального ідентифікатора, другий — текст, який представляє ім'я особи, а третій — число, що представляє погодинну платню в центах.
| —               | Стовпчик 1                 | Стовпчик 2          |
| --------------- | -------------------------- | ------------------- |
| Рядок (Запис) 1 | Рядок 1, Стовпчик (Поле) 1 | Рядок 1, Стовпчик 2 |
| Рядок 2         | Рядок 2, Стовпчик 1        | Рядок 2, Стовпчик 2 |
| Рядок 3         | Рядок 3, Стовпчик 1        | Рядок 3, Стовпчик 2 |